# Pelecopsis inedita
Pelecopsis inedita là một loài nhện trong họ Linyphiidae.
Loài này thuộc chi Pelecopsis. Pelecopsis inedita được Octavius Pickard-Cambridge miêu tả năm 1875.